# Sascha Wagener
Sascha Wagener (* 16. Juni 1977 in Luxemburg; † 13. März 2011 in Lahr/Schwarzwald) war ein Politikwissenschaftler und Politiker (Die Linke).

## Leben
Als 16-Jähriger wurde Wagener 1993 Mitglied der Kommunistischen Partei Luxemburgs. Im darauffolgenden Jahr wechselte er in die Lëtzebuerger Sozialistesch Aarbechterpartei (LSAP). Dort war er von 1995 bis 1999 im Parteivorstand sowie Vorsitzender des Jugendverbandes JSL.
Sascha Wagener studierte ab 1999 Politikwissenschaften und Kunstgeschichte, zunächst in Trier (wo er von 2000 bis 2002 Mitglied des Studentenparlaments war), dann an der Karls-Universität Prag, danach an der Universität Potsdam und an der Freien Universität Berlin.
Nach seinem studienbedingten Umzug nach Trier trat er 1999 der deutschen PDS sowie deren Jugendverband ['solid] – die sozialistische Jugend bei. Ebenfalls 1999 wurde Wagener Mitglied von attac und ver.di. Von 2001 bis 2003 war Wagener Landessprecher von ['solid] in Rheinland-Pfalz. Im Anschluss bekleidete er von 2003 bis 2005 den Posten des Bundessprechers von ['solid]. Von 2006 bis 2007 fungierte er als jugendpolitischer Sprecher im Parteivorstand der Linkspartei. Seit Juni 2007 war er Mitglied im Parteivorstand der Partei Die Linke.
Im Februar 2006 beendete er seine Magisterarbeit mit dem Titel „Der Vertrag über eine EU-Verfassung und die Positionen linker Parteien“. Ab Anfang 2007 wohnte Wagener auf der Festung Königstein bei Dresden, schrieb dort an seiner Dissertation zur politischen Theorie der europäischen Linksparteien und schloss diese mit der Promotion an der Universität Potsdam ab.
Von 2008 bis 2010 war Wagener Kreistagsabgeordneter im Landkreis Sächsische Schweiz-Osterzgebirge, außerdem Vertreter in der Euroregion Elbe/Labe und im Vorstand im Europäischen Netzwerk der demokratischen jungen Linken. Von November 2009 bis Juli 2010 führte er die Linksfraktion im Pirnaer Kreistag. Wagener gehörte zu den Kritikern der öffentlich-privaten Partnerschaft zwischen dem Landkreis und dem Baukonzern Bilfinger Berger beim Umbau des Pirnaer Schlosses Sonnenstein zum neuen Landratsamt.
Bei der Europawahl 2009 kandidierte er für Die Linke auf Vorschlag des Jugendverbandes Linksjugend solid auf Listenplatz 12. Bereits 2004 war er Kandidat der PDS gewesen, konnte aber auch damals kein Mandat für das Europäische Parlament erringen.
Im August 2010 verließ Wagener Sachsen, um Leiter des Regionalbüros der Linkspartei in Freiburg im Breisgau zu werden, wo er unter anderem für die Bundestagsmitglieder Michael Schlecht (Mannheim) und Karin Binder (Karlsruhe) arbeitete. Wagener kam am 13. März 2011 bei einem Unfall im Bahnhof Lahr ums Leben, als er den Bahnsteig über die Gleise wechseln wollte und dabei von einem Güterzug erfasst wurde.